# Suhoj Su-29
Suhoj Su-29 je rusko enomotorno dvosedežno akrobatsko letalo. Poganja ga 360 konjski 9-valjni zračno hlajeni zvezdasti motor Vedenejev M14P. Razvit je bil na podlagi Suhoj Su-26 s katerim ima okrog 60% skupnih delov, ima pa okrog 50 kg večjo prazno težo. 

## Tehnične specifikacije (Suhoj Su-29)
Podatki iz Jane's All The World's Aircraft 1993–94, Su-26, 29, 31 Specifications
Splošne karakteristike
- Posadka: 2
- Dolžina: 7,32 m (24 ft 0¼ in)
- Razpon kril: 8,20 m (26 ft 10¾ in)
- Višina: 2,87 m (9 ft 5 in)
- Površina kril: 12,24 m² (131,8 sq ft)
- Teža praznega letala: 760 kg (1675 lb)
- Maks. vzletna teža: 1100 kg (2425 lb)
- Pogon letala: 1 ×  9-valjni zračnohlajeni zvezdasti motor Vedenejev M-14P, 265 kW (360 KM)

 Zmogljivost 
- Neprekoračljiva hitrost: 450 km/h (243 vozlov, 280 mph)
- Maks. hitrost: 340 km/h (183 vozlov, 211 mph)
- Potovalna hitrost: 295 km/h (159 vozlov, 183 mph)
- Hitrost porušitve vzgona: 110 km/h (59 vozlov, 68 mph)
- Največji doseg: 965 km (520 nmi, 600 mi)
- Višina leta: 4000 m (13125 ft)
- Hitrost vzpenjanja: 18,0 m/s (3543 ft/min)
- G-obremenitev: -10g do 12g
- Hitrost nagibanja: več kot 3600/s